# Hydrure de polonium
L'hydrure de polonium est un composé inorganique radioactif de formule PoH2. Il est liquide à température ambiante mais est très volatil et labile. Il se décompose facilement en polonium et en hydrogène.